# Acalypha clutioides
Acalypha clutioides é uma espécie de flor do gênero Acalypha, pertencente à família Euphorbiaceae.